# النبيجة (السدة)

تعديل مصدري - تعديل

النبيجة هي إحدى قرى عزلة التويتي بمديرية السدة التابعة لمحافظة إب، بلغ تعداد سكانها 246 نسمة حسب تعداد اليمن لعام 2004.